# سندی براون (بازیکن فوتبال، زاده ۱۸۷۷)
الکساندر وایت براون (به انگلیسی: Alexander White Brown) (۲۱ دسامبر ۱۸۷۷ – ۶ مارس ۱۹۴۴) بازیکن فوتبال اهل اسکاتلند بود.

## دوران بازی
براون یک گلزن قهار در رده جوانان فوتبال اسکاتلند بود و در دوران حضورش در گلنباک اتلتیک در حالیکه تنها ۱۶ سال سن داشت، لقب «گلزن گلنباک» را برای خود دست و پا کرد. دو سال بعد به سنت برناردز رفت که آغازی بر دوران حرفه‌ای او در فوتبال بود. اندکی بعد مرزهای اسکاتلند را به قصد فوتبال انگلستان ترک کرد و به پرستون نورث اند پیوست. پس از سه سال، دوران فوتبالش را در پورتسموث و سپس تاتنهام هاتسپر ادامه داد.
در فصل ۰۱–۱۹۰۰ از رقابت‌های جام حذفی، براون در هر مرحله یک گل و در مجموع ۱۵ گل برای تاتنهام به ثمر رساند تا سهم بزرگی در تبدیل شدن باشگاه به تنها تیم غیر لیگی قهرمان جام حذفی داشته باشد. در فینال اول مقابل شفیلد یونایتد، براون هر دو گل تاتنهام را به ثمر رساند و پس از تساوی ۲–۲، تکلیف قهرمان به بازی تکرار کشید. در بازی تکراری، او با یک گل، نقش خود را در پیروزی ۳–۱ و قهرمانی اسپرز ایفا کرد. در مجموع، براون در طول دوران کوتاه بازی خود برای تاتنهام، در ۸۴ بازی داخلی، ۶۴ گل به ثمر رساند. او همچنین در مسابقات قهرمانی جهان ۰۲–۱۹۰۱ مقابل هارتز بازی کرد و در کنار سندی تایت قرار گرفت که او هم از همان دهکده معدنی ایرشر، یعنی گلنباک آمده بود.
پس از آن، دوران کوتاهی را در پورتسموث و دو سال را در میدلزبرو گذراند تا اینکه براون در سال ۱۹۰۵ به لوتون تاون پیوست. او ۳۳ گل را در ۶۹ بازی لیگ برای لوتون ثبت کرد و سپس به کترینگ تاون رفت. پس از آن به اسکاتلند بازگشت و ابتدا پیراهن نیثسدیل واندررز و سپس پیراهن ایر یونایتد را به تن کرد.
براون یک بازی ملی برای اسکاتلند در کارنامه دارد و آن، شکست ۱–۰ مقابل انگلستان در طول مسابقات قهرمانی میهن بریتانیا ۰۴–۱۹۰۳ بود. در سال ۱۹۰۲، بار دیگر در مصاف با انگلیس به میدان رفت و یک گل به ثمر رساند، اما آن بازی در گلاسکو، پس از فروریختن یک جایگاه و کشته شدن ده‌ها و مجروح شدن صدها نفر، غیررسمی اعلام شد.
برادر کوچکتر او، تامی نیز مهاجم فوتبال بود که همچنین برای گلنباک اتلتیک و پورتسموث و باشگاه‌های لستر فاسی، چسترفیلد و داندی بازی کرد.

## افتخارات
تاتنهام هاتسپر
- قهرمان جام حذفی فوتبال انگلستان: ۱۹۰۱